# Robai
Robaiは、研究と教育コミュニティのためのロボット製品を開発する会社である。 Robaiの主な製品は、Cytonロボットアー ムのラインである。

。これらのロボットアームは、7自由度を持ち、運動学的構造のレイアウトは、人間の腕のような冗長である。対象物を操作しながら、障害を回避することができる。 Robaiロボットが、Energid Technologies社によって開発された制御ソフトウェア使用をして、マイクロソフトロボットDeveloper Studioを介してインターフェイスを提供している。